# Podagra
En medicina, se le llama podagra a un ataque agudo de gota, que suele presentarse especialmente en el dedo gordo del pie, específicamente en la articulación metatarsofalángica. La palabra viene del griego podos: pie, y agreos: agarrar, atacar; Hipócrates usaba el término como “la artritis de los ricos”. Aunque la gota es causada por depósitos de ácido úrico, es posible encontrar casos de podagra con depósitos de otros cristales, como fosfatos básicos de calcio.
Es importante distinguir la podagra de otras patologías como la celulitis, artritis séptica, juanetes y fracturas, entre otras.